# Mágnás Elza
Mágnás Elza (eredeti neve Turcsányi Emília; Hontbesenyőd, 1880. július 17. – Budapest, 1914. január 9.) a 20. század eleji budapesti félvilági élet ismert alakja volt. Akkor tett szert hírnévre, amikor a híres bécsi bútorgyáros, Schmidt Miksa kitartottjává vált. Karrierje tragikus véget ért, Kóbori Rózsi és annak szeretője, Nick Gusztáv meggyilkolta.

## A kezdet
Mágnás Elza életének nagy része feledésbe merült, nem készült róla sok feljegyzés; éppen ezért rengeteg teória és pletyka kering az éjszaka egykori királynőjéről. Turcsányi Emília néven látta meg a napvilágot. Felvidéki lány volt, aki kevert nyelven beszélt. Egyesek szerint olyan csúnyán, hogy az első gúnyneve nem Mágnás, hanem Mocskos Elza volt. Édesanyja mosónő volt, a lányát is erre tanította.
Elza a millennium évében érkezett a fővárosba, ahol – mint akkoriban szinte minden hasonló helyzetben levő fiatal lány – cselédként és mosogatólányként kezdett el dolgozni. Ezt azonban elég hamar megunta. Szépségének és fogékonyságának köszönhetően hamar bekerült a demimonde-ok, azaz félvilágiak világába. Felszolgálólányként folytatta a város legnevesebb mulatóiban. Karrierjének csúcsán a Fővárosi Orfeumban dolgozott, mint büfédáma. Csak a legelőkelőbb urakkal foglalkozott. Segített ételt és italt választani, beszélgetett velük és a legszerencsésebbek akár még haza is vihették; mindezt persze jó pénzért.
Krúdy Gyula – akit csakugyan megihletett Elza alakja – szerint Elza a Mágnás nevet:
„Ridegen büszke, szótlan és fennhéjázó magaviselete miatt nyerte az éji társadalomban.”

## Kapcsolata Max Schmidttel

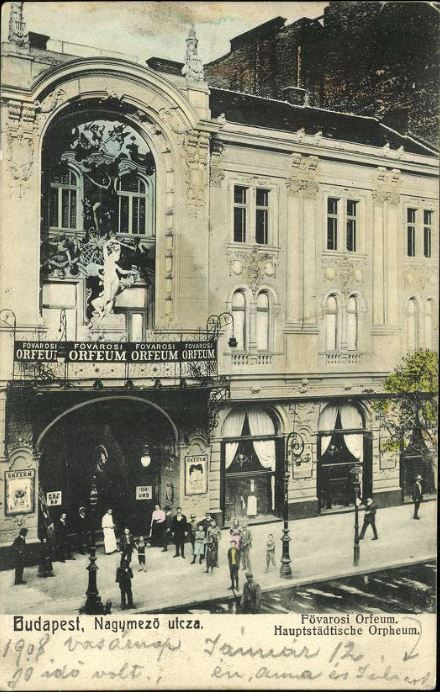
A Fővárosi Orfeum, ahol Mágnás Elza tevékenykedett. Az egykori mulató épülete ma a Budapesti Operettszínháznak ad otthont

Egyes feltételezések szerint Elza és Schmidt egyik este az Orfeumban találkoztak. Mások szerint Pálfi gróf palotájában ismerkedtek össze, amikor Elza estélyi ruhájában lépett ki reggel egy hálószobából. Schmidt majdnem húsz évvel volt idősebb a lánynál. Nem tudni pontosan, hogy Elza miként vélekedett a kapcsolatukról. Annyi biztos, hogy eleinte még a nevét sem tudta, foglalkozására utalva csak Fabrik bácsiként emlegette. Ezt követően azonban véget ért az orfeumi élet, már csak vendégként jelent meg a híres mulatóban.

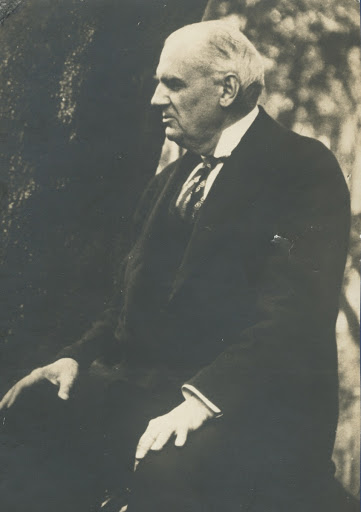
Elza kitartója, a híres bécsi bútorgyáros: Max Schmidt

Schmidt drágábbnál drágább holmikkal halmozta el, Párizsból rendelt ruhákat neki, az általa ajándékozott ékszerek nélkül Elza soha nem jelent meg a nyilvánosság előtt. Háromszobás lakást bérelt Elzának a Margit rakparton (napjainkban Bem rakpart), amelyet maga Schmidt rendezett be az általa tervezett bútorokkal. Emellett Schmidt igazi úrinőt nevelt belőle, németül és franciául is taníttatta, bár származása miatt Elzát sohasem fogadták be a magasabb körökbe. A kor egyik legjelentősebb írója, Krúdy Gyula így vélekedett erről a kapcsolatról:
“Azokat a nőket, akik megtetszenek neki (Max Schmidtnek), fehér menyasszonyruhában, mirtuszkoszorúval, érckoporsóba fektette, és úgy imádta őket. Mágnás Elza sokkal butább volt – mint társnői mondták –, hogy ellentmondhatott volna a gazdag embernek…”
 Bár Elza anyagiakban mindent megkapott, amire a helyzetéből kifolyólag számíthatott, szabadságról és függetlenségről nem is álmodhatott. Mendemondák szerint Schmidttel való megismerkedését követően Elzát csak fehérben lehetett látni. Ezt nem szabad akaratából viselte: állítólag Schmidt nem engedte meg neki, hogy más színben mutatkozzon. Egyik este, amikor fehér helyett feketében jelent meg, a férfi hazaküldte az Orfeumból, hogy öltözzön át. Továbbá a nyilvánosság előtt nem mutatkozhattak rendszeresen, mivel az csorbát ejtett volna a bútorgyáros hírnevén.

## A gyilkosság

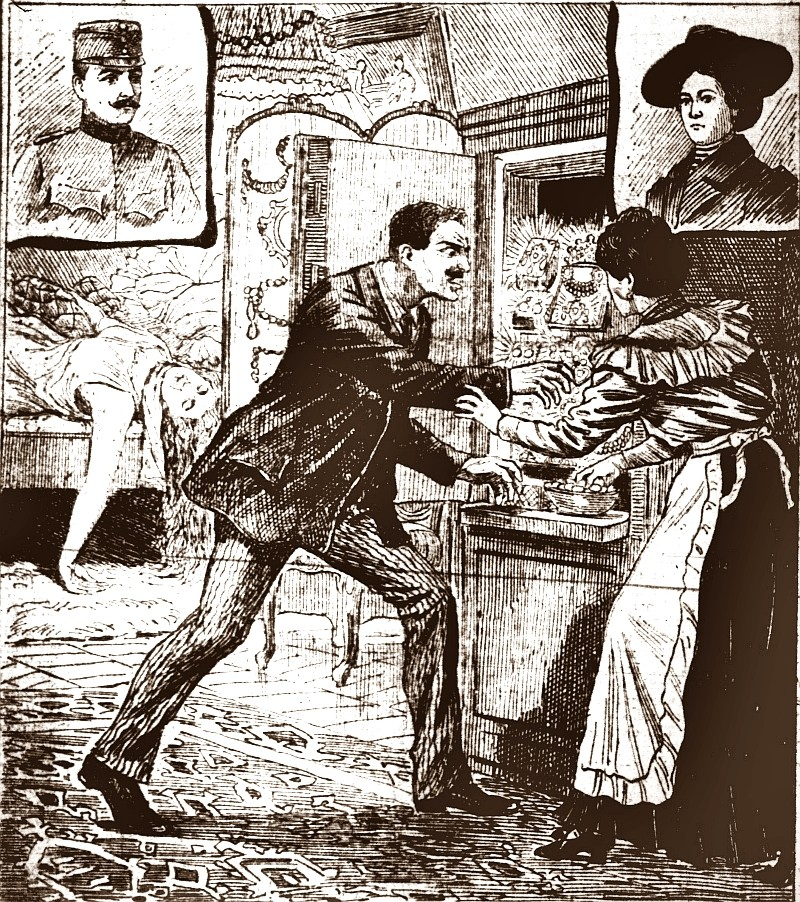
Korabeli karikatúra a gyilkosságról a Kis Ujság címlapjáról

A gyilkosságot 1914. január 9-én este követte el Kóbori Rózsi és Nick Gusztáv. Elza a hálószobájában volt, már lefekvéshez készülődött. Ekkor támadt rá váratlanul Gusztáv és egy törölközővel megfojtotta. Ezek után Rózsival együtt kirabolták, a holttestét egy utazókosárba gyömöszölték, amit másnap hajnalban levittek a Bem rakpartra és a Dunába hajítottak. A holttestre másnap reggel talált rá két fiatalember. Elza jegyzőkönyvi leírása a következő volt:
„Körülbelül 30 éves, keresztény típusú, közepes nagyságú, mérsékelten táplált, gondosan ápolt testű. Szeme szürke, szempillái hosszúak, szőkék, szemöldöke szőke, ívelt, szája közepes nagyságú, ajka duzzadt, orra közepes, széles egyenes orr, füle a fejétől kissé elálló. Kezén, lábán a körme gondosan ápolt. A holttesten fehér, silány minőségű batiszt ing, közönséges gépcsipke-dísszel.”
 A gyilkosokat hamar elkapták, mivel nem megfelelően rejtették el a bizonyítékokat. Hosszú tárgyalás után halálbüntetést szabtak ki rájuk, azonban az ítéletet Ferenc József később életfogytiglani börtönbüntetésre változtatta meg.

## Emlékezete
2015-ben Félvilág címmel játékfilm készült halálának körülményei alapján. A film számos ponton eltér a valóságtól.